# つるぎ町立一宇中学校
つるぎ町立一宇中学校（つるぎちょうりつ いちうちゅうがっこう）は、徳島県美馬郡つるぎ町一宇字太刀之本にあった公立中学校。
生徒数の減少などの理由で2010年3月31日をもって休校し、同年4月1日につるぎ町立貞光中学校に統合した。

## 概要
- つるぎ町貞光から剣山方面へ国道438号線を貞光川に沿って進む。約15Km、南岸に地上5階地下1階の大きな建物が見える。その建物が一宇中の校舎跡である[1]。
- 一宇中の校舎ができる前は、古見校舎、応能校舎、錦谷校舎、明谷校舎の4校舎で学んでいた[1]。

## 基礎データ
最寄駅
- JR徳島線貞光駅（駅から約10km）

## 沿革
- 1947年（昭和22年）4月1日 - 学制改革により、徳島県美馬郡一宇村一宇中学校として創立。
- 1971年（昭和46年）
  - 夏休み - 校舎完成[1]。
  - 9月1日 - 古見校舎の生徒が新校舎を使用開始[1]。
- 2005年（平成17年） - 町村合併により、徳島県美馬郡つるぎ町立一宇中学校となる。
- 2010年（平成22年）
  - 3月31日 - 休校。
  - 4月1日 - つるぎ町立貞光中学校に統合。

## 校訓
- 誠実

## 進学前小学校
- つるぎ町立古見小学校

## 統合先中学校
- つるぎ町立貞光中学校